# Герб Дворічанського району
Герб Дворічанського райо́ну — офіційний символ Дворічанського району Харківської області, затверджений рішенням сесії Дворічанської районної ради від 14 грудня 1999 року. Оскільки герб містить зображення двох річок, що відображає назву, то герб є промовистим.

## Опис
Щит перетятий. На першому полі краєвид району — срібна гора, дві лазурові річки, зелені луки й ліс. На другому зеленому золоті соняшник і колоски. Щит увінчано покладеним навхрест золотим рогом достатку і кадуцеєм та обрамлено дубовим листям. Під щитом синьо-жовта стрічка.
Комп'ютерна графіка — В. М. Напиткін, К. М. Богатов.